# Pièce de 1 dollar américain Susan B. Anthony
Vous lisez un « bon article » labellisé en 2023.
La pièce de 1 dollar américain Susan B. Anthony est une pièce de monnaie américaine frappée de 1979 à 1981, date à laquelle la production est suspendue en raison d'une mauvaise acceptation du public, puis de nouveau en 1999. Destinée à remplacer le grand dollar Eisenhower, la nouvelle pièce d'un dollar, plus petite, est testée sous plusieurs formes et compositions, mais toutes sont rejetées par l'industrie des distributeurs automatiques, un puissant lobby influençant la législation sur les pièces. Finalement, un flan rond avec une bordure intérieure à onze côtés est choisi pour le petit dollar.
Le dessin original de la petite pièce d'un dollar comporte une représentation allégorique de la Liberté sur l'avers, mais des organisations et des particuliers au Congrès demandent que la pièce représente une femme réelle. Plusieurs propositions sont soumises, et la réformatrice sociale Susan B. Anthony est choisie comme sujet du dessin. Le motif du revers du dollar Eisenhower est conservé, une gravure de l'insigne de la mission Apollo 11 montrant un aigle atterrissant sur la Lune. Les deux faces de la pièce, ainsi que le motif de la Liberté rejetée, sont créés par Frank Gasparro, le graveur en chef de la Monnaie des États-Unis.
Un milliard et demi de pièces sont frappées en prévision d'une demande considérable du public, mais le dollar Anthony est mal accueilli, en partie en raison de la confusion causée par sa similitude de taille et de composition métallique avec le quart de dollar. Malgré ce mauvais accueil, les pièces finissent par être utilisées dans les distributeurs automatiques et les systèmes de transport en commun, épuisant le surplus à la fin des années 1990. En 1997, le Congrès adopte une loi autorisant la frappe d'une nouvelle pièce d'un dollar de couleur or représentant Sacagawea, mais la production ne peut pas commencer assez rapidement pour répondre à la demande. En attendant que la nouvelle pièce d'un dollar représentant Sacagawea puisse être émise, le dollar Anthony est frappé à nouveau en 1999 après une interruption de dix-huit ans ; la série est retirée l'année suivante.
Des pièces spéciales destinées à la vente aux collectionneurs sont frappées en finition belle épreuve tout au long de la série du dollar Susan B. Anthony, et certaines variations de frappe ont de la valeur pour les collectionneurs. Cependant, la plupart des frappes de circulation sont restées dans les stocks du gouvernement pendant plusieurs années après la frappe, de sorte que de nombreuses pièces sont disponibles en finition brillant universel, et le gain par rapport à la valeur nominale est minime.

## Contexte
Au début des années 1960, alors que le prix de l'argent augmente, les coffres du département du Trésor sont vidés de leurs dollars en argent par le public. Aucun dollar en argent n'a été frappé aux États-Unis depuis 1935, et une pénurie se développe dans l'Ouest des États-Unis, notamment dans les régions où les jeux d'argent sont courants. En conséquence, le Congrès vote pour autoriser la production de 45 millions de nouveaux dollars Peace en argent le 3 août 1964. Cependant, cette décision suscite une forte condamnation de la part des critiques et du public, qui estiment que l'émission de ces pièces est un gaspillage de ressources et qu'elle est influencée par des intérêts particuliers, et qu'elles seraient rapidement retirées de la circulation. Au total, 316 076 pièces 1964-D sont frappées avant que la production ne soit suspendue. Les pièces sont fondues peu après et le Coinage Act of 1965, promulgué le 23 juillet 1965, interdit toute production de pièces en dollars pendant une période de cinq ans,.
Le 12 mai 1969, la commission mixte sur la frappe de la monnaie, un groupe de 24 personnes organisée par le Coinage Act de 1965, recommande la reprise de la production de pièces en dollars à la suite d'une étude menée par un groupe de travail du Congrès. Les 1er et 3 octobre 1969, une audition devant la Chambre des représentants des États-Unis permet de discuter de la législation proposée pour autoriser la pièce, dans une composition plaquée cuivre-nickel, avec le même diamètre de 1,5 pouce (38,1 mm) que les anciens dollars en argent,. Une disposition est ajoutée, exigeant que la pièce représente l'ancien président Dwight D. Eisenhower, décédé plus tôt dans l'année, sur l'avers et un dessin emblématique de l'aigle symbolique de l'atterrissage d'Apollo 11 sur la Lune sur le revers,,. Le président Richard Nixon signe la loi le 31 décembre 1970. Les dessins de l'avers et du revers sont créés par Frank Gasparro, le graveur en chef de la Monnaie des États-Unis.

Comme les pièces précédentes, le nouveau dollar Eisenhower s'avère impopulaire auprès du public, et très peu de pièces sont trouvées en circulation. En 1976, le Research Triangle Institute réalise une étude sur les pièces de monnaie des États-Unis. Il recommande notamment d'éliminer de la production la pièce d'un demi-dollar, dont l'utilisation est alors en déclin, et de réduire la taille du dollar. Leur rapport se lit en partie comme suit:

« Une pièce d'un dollar de taille pratique élargirait considérablement les possibilités des consommateurs en matière de transactions en espèces, notamment avec les machines. Les membres de l'industrie du merchandising automatique ont exprimé un vif intérêt pour un dollar plus petit, indiquant leur volonté d'adapter leurs machines à son utilisation. »

L'historien numismate David L. Ganz suggère qu'Eisenhower, un républicain, est choisi pour équilibrer le demi-dollar, représentant le démocrate John F. Kennedy. Dans un article publié en 1977, il approuve les conclusions de l'institut, suggérant que les deux pièces soient éliminées, que la production du demi-dollar soit entièrement arrêtée et que le dollar soit remplacé par une pièce de plus petit diamètre et au dessin différent. Les responsables du Trésor voient la petite pièce d'un dollar comme une mesure d'économie ; la directrice de la Monnaie, Stella Hackel, estime que le remplacement de la moitié des billets d'un dollar émis par ces petits dollars permettrait d'économiser 19 millions de dollars en coûts de production annuels,.

## Dessin

### DessinLiberty
La Monnaie commence à préparer la pièce d'un dollar à diamètre réduit en 1976. Bien qu'aucune législation ne soit encore introduite, les responsables du Trésor s'attendent à un accueil positif du Congrès, et la pièce bénéficie du soutien quasi unanime de la Monnaie et de l'industrie des distributeurs automatiques, un lobby influent dans le domaine de la conception et de la création de pièces. En 1977, le secrétaire au Trésor Michael Blumenthal se prononce publiquement en faveur d'une pièce d'un dollar plus petite et suggère qu'une représentation allégorique de la Liberté serait un sujet approprié pour cette pièce.
Le graveur en chef Frank Gasparro est chargé de créer un dessin pour la pièce proposée. Son dessin représente un buste de la Liberté à l'avers et un aigle au revers. Le buste est représenté avec une perche au sommet de laquelle se trouve un bonnet phrygien, symbole de la liberté. Le motif de la Liberté de Gasparro est basé sur un avers similaire qu'il a créé pour une médaille de la convention de l'American Numismatic Association en 1969. Le revers, qui représente un aigle volant au-dessus d'une montagne face au soleil levant, est créé à l'origine par Gasparro en 1967 pour une proposition de demi-dollar commémoratif. En décrivant le motif du revers, Gasparro déclare qu'il est censé symboliser « la naissance d'un nouveau jour ».

Le dessin est examiné par la Commission des beaux-arts et, dans une lettre datée du 29 avril 1976, J. Carter Brown, membre de la Commission, en fait l'éloge : 

« Je pense qu'il s'agit d'un superbe dessin pour les pièces de monnaie des États-Unis, ancré comme il l'est dans une grande tradition, étant basé sur la pièce d'un cent Liberty Cap de 1794, après la médaille Libertas Americana d'Augustin Dupré commémorant Saratoga et Yorktown. »

Un projet de loi visant à réduire le diamètre du dollar de 1,5 pouce (38,1 mm) à 1,043 pouce (26,4922 mm) et son poids de 22,68 grammes à 8,5 grammes est présenté à la Chambre des représentants le 1er mai 1978. Il est soumis au Sénat le 3 mai, et le poids proposé est réduit de 8,5 grammes à 8,1 grammes. La Monnaie mène des expériences avec des pièces à huit, dix, onze et treize faces, mais il est décidé que le dollar serait rond, car des modifications coûteuses seraient nécessaires pour mettre à jour les distributeurs automatiques afin d'accepter d'autres formes. Au lieu de cela, le projet de loi prévoit une bordure intérieure à onze côtés, destinée à faciliter l'identification à la vue et au toucher pour les personnes souffrant d'un handicap visuel.

### Choix de Susan B. Anthony
Les fonctionnaires du Trésor recommandent officiellement le dessin de Frank Gasparro, qu'ils qualifient de « version modernisée du dessin classique de la Liberté ». Le 3 mai 1978, William Proxmire, du Wisconsin, présente au Sénat un projet de loi identique à la proposition du Trésor, à l'exception du fait qu'il impose un dessin modifié de la réformatrice sociale Susan B. Anthony à la place de l'allégorie de la Liberté. Le 15 mai, les représentantes Mary Rose Oakar et Patricia Schroeder introduisent une législation similaire à la Chambre des représentants. Anthony est également recommandée par des membres de la National Organization for Women, du Congresswomen's Caucus, du National Women's Political Caucus et de la League of Women Voters. Pour soutenir la législation proposée, la Ligue adresse une lettre à Walter E. Fauntroy, président du sous-comité de la préservation historique et du monnayage :

« La Ligue estime que le temps est venu, et qu'il est en fait révolu depuis longtemps, de placer l'image d'une femme américaine éminente sur une dénomination de la monnaie américaine. Nous croyons fermement que la ressemblance doit être celle d'une femme réelle et non celle d'une figure imaginaire ou symbolique. Susan B. Anthony a contribué de façon incommensurable à l'avancement de la dignité humaine dans cette nation. Il est tout à fait juste et approprié que sa mémoire soit honorée par cette mesure. »

En outre, les responsables comptent les suggestions envoyées à la Monnaie par le grand public quant au sujet de la pièce d'un dollar, et Susan B. Anthony reçoit le plus de soutien.
Gasparro commence à travailler sur son dessin d'Anthony en juin 1978, avant que la législation ne soit autorisée par le Congrès. Il demande l'aide d'un ami pour effectuer des recherches sur Anthony, ce qui lui semble nécessaire avant de créer le dessin. Il se réfère à environ six images différentes pour créer le portrait, mais il se base en grande partie sur deux images seulement. Gasparro crée plusieurs dessins différents avant de recevoir l'approbation finale. L'un de ses portraits, représentant Anthony à l'âge de 28 ans, est montré à la petite-nièce d'Anthony, Susan B. Anthony III, qui la rejette au motif qu'il « embellissait » inutilement sa grand-tante, et elle critique un autre dessin représentant Anthony à l'âge de 84 ans, qui, selon elle, la fait paraître trop vieille,. Gasparro apporte plusieurs modifications dans l'intention de la représenter à l'âge de 50 ans, à l'apogée de son influence en tant que réformatrice sociale, mais aucune photographie d'Anthony à cette époque n'est connue. Il reçoit finalement l'approbation après modification, déclarant par la suite qu'il est convaincu d'avoir dépeint Anthony avec précision.
Initialement, Gasparro s'attend à ce que le Congrès retienne son dessin d'aigle en vol pour accompagner l'avers de Susan B. Anthony. Cependant, un amendement tardif introduit par le sénateur de l'Utah, Jake Garn, modifie la législation afin de conserver le motif Apollo 11 utilisé sur le revers du dollar Eisenhower.

Le projet de loi est approuvé par le Congrès et signé par le président Jimmy Carter le 10 octobre 1978, et la production de dollars Eisenhower cesse cette année-là. Après avoir signé la loi, le président Carter publie une déclaration dans laquelle il se dit convaincu que « cette loi — et le nouveau dollar — améliorerait considérablement notre système de frappe de pièces et réduirait les coûts de production des pièces du gouvernement ». Il déclare ensuite qu'il approuve la décision de représenter Anthony sur les pièces:

« Je suis particulièrement heureux que la nouvelle pièce d'un dollar porte, pour la première fois dans l'histoire, l'image d'une grande femme américaine. La vie de Susan B. Anthony illustre les idéaux que défend notre pays. Le « dollar Anthony » symbolise pour toutes les femmes américaines la réalisation de leur droit de vote inaliénable. C'est un rappel constant de la lutte permanente pour l'égalité de tous les Américains. »

### Critique du dessin

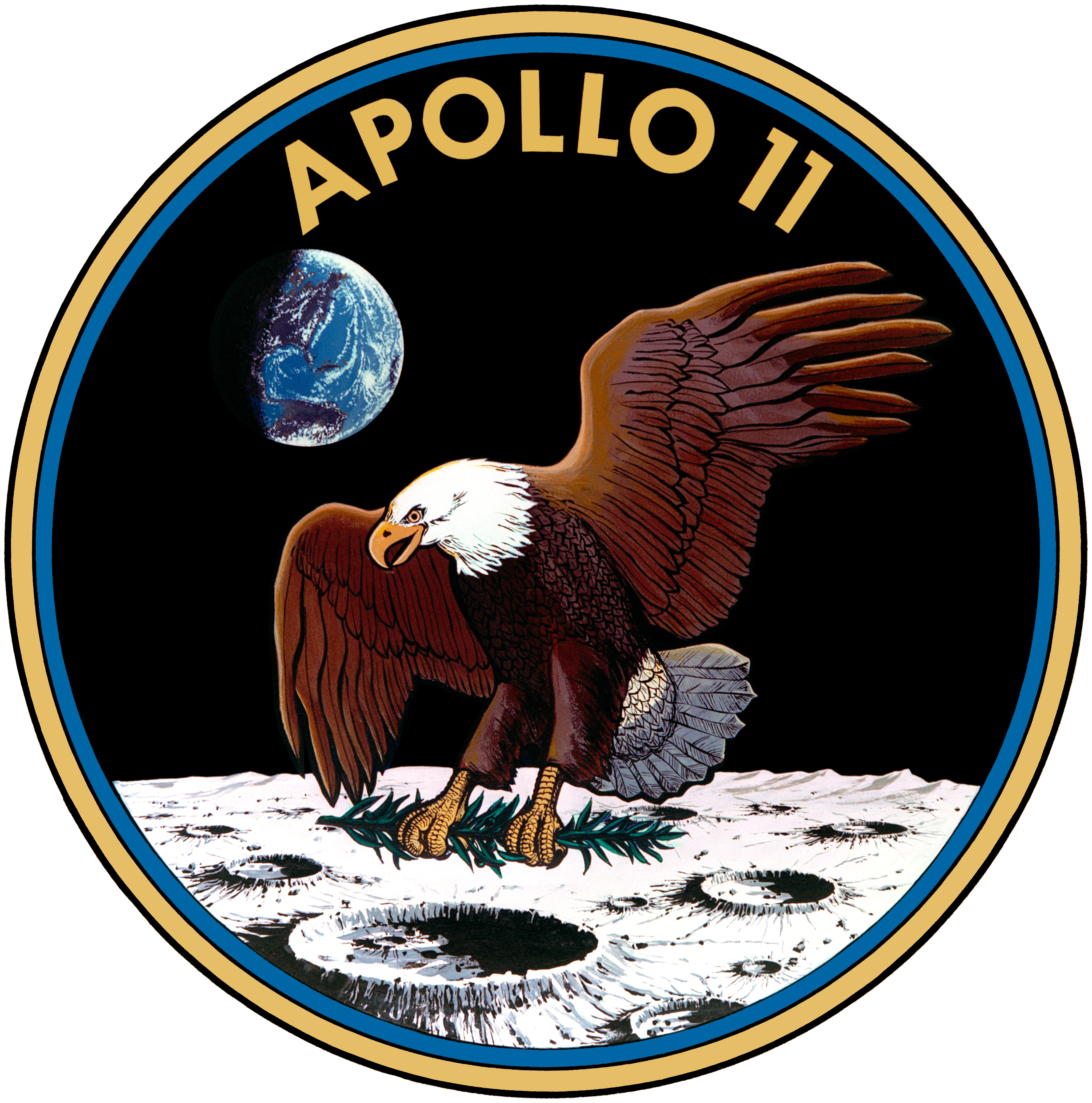
Les numismates critiquent le choix d'associer le portrait de Susan B. Anthony à un dessin inspiré de l'insigne d'Apollo 11.

Frank Gasparro considère le dessin d'Anthony comme le plus important de sa carrière. À propos de la perception de la pièce par le public, il déclare : « Elle fait désormais partie d'un mouvement social. Ce nouveau dollar est plus qu'une pièce, c'est un enjeu ». La décision d'utiliser un portrait de Susan B. Anthony à la place de l'allégorie de la Liberté est critiquée par la plupart des numismates, qui estiment que le dessin de la Liberté a une bien plus grande valeur artistique. Le critique d'art et numismate Cornelius Vermeule critique vivement le remplacement du dessin de l'avers, ainsi que la décision de continuer à utiliser le dessin d'Apollo 11. Il note que, bien que l'administration d'Eisenhower crée la National Aeronautics and Space Administration, Anthony n'a aucun lien avec l'atterrissage sur la Lune ou le programme spatial américain. Commentant l'appariement de l'avers et du revers, il déclare qu'il s'agit selon lui d'un « mariage hâtif et mauvais ». Bien qu'il estime que le dessin d'Anthony par Gasparro est bien exécuté, le sculpteur Robert Weinman critique la décision de la représenter. Préoccupé par la possibilité que d'autres groupes cherchent à être représentés sur la pièce en réponse à son adoption, Weinman qualifie la législation du dollar Susan B. Anthony de « panneau d'affichage ou de bouton de campagne pour une pièce nationale ».

## Accueil

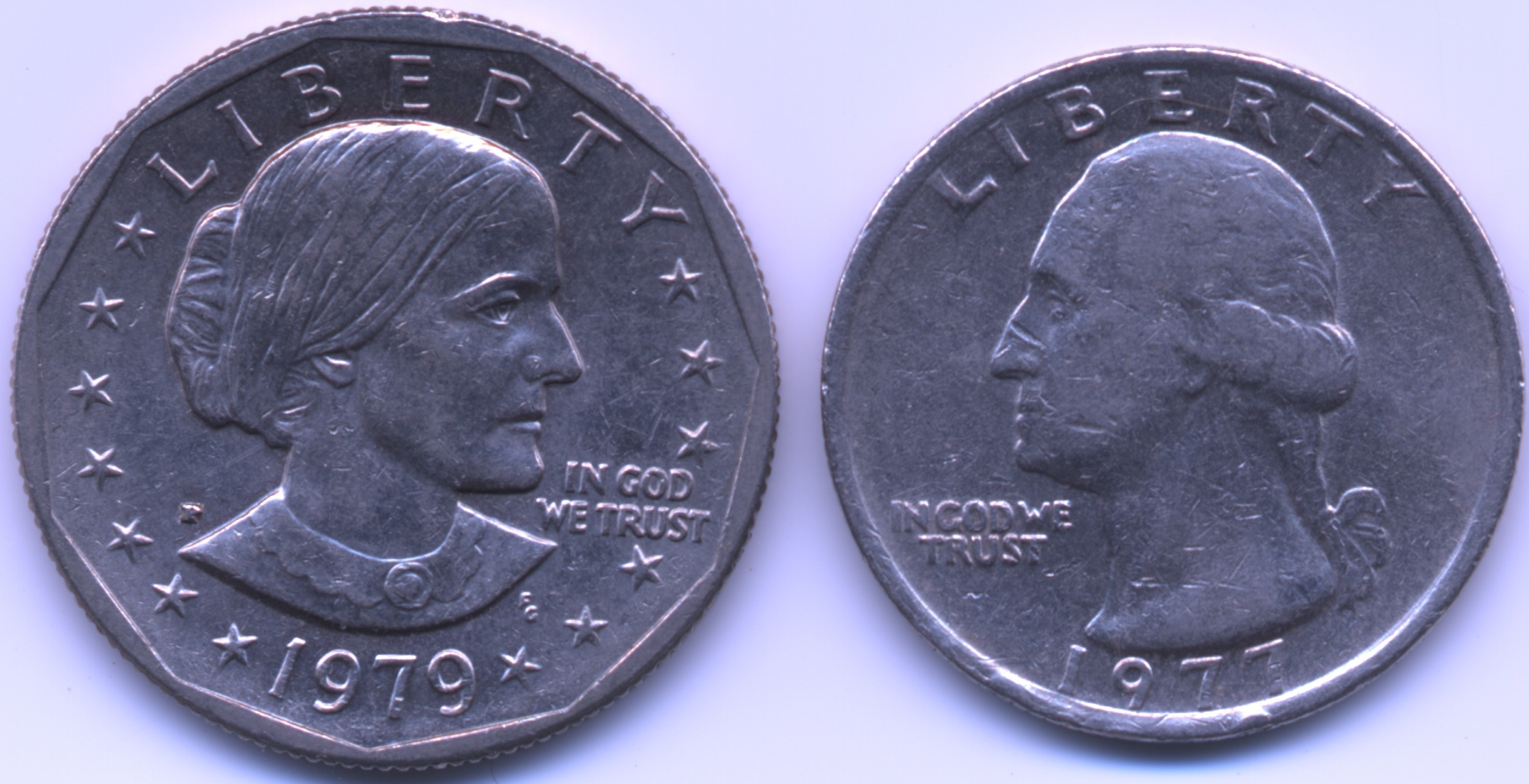
La similitude de taille et de composition matérielle entre le nouveau dollar Susan B. Anthony (à gauche) et le quart de dollar Washington (à droite) provoque une confusion immédiate dans les transactions.

Les premiers dollars Susan B. Anthony sont frappés à la Monnaie de Philadelphie le 13 décembre 1978. Les premières frappes aux hôtels des monnaies de Denver et de San Francisco suivent le 9 janvier 1979 et le 29 janvier, respectivement. Les responsables de la Monnaie craignent que les pièces ne soient thésaurisées dès leur mise en circulation. Ils ordonnent donc la création d'un stock de 500 millions de pièces avant la date de mise en circulation, en juillet 1979. Les dollars portent tous une marque d'atelier indiquant leur lieu d'origine : « P » pour Philadelphia, « D » pour Denver et « S » pour San Francisco. Le dollar Anthony est la première pièce à porter un différent « P » depuis le nickel Jefferson émis pendant la Seconde Guerre mondiale ; les autres pièces frappées à cette époque n'ont pas de marque de frappe pour indiquer leur lieu d'origine. En 1980, la marque d'atelier « P » est ajoutée à toutes les autres pièces en circulation frappées à Philadelphie, à l'exception du cent.
Le département du Trésor, en coopération avec la Réserve fédérale, lance une campagne de marketing de 655 000 dollars pour informer les employés des banques et le public sur la nouvelle pièce, et l'industrie des distributeurs automatiques engage la somme de 100 millions de dollars pour adapter les machines à accepter les pièces.
Malgré les efforts de marketing, la pièce reçoit un accueil extrêmement négatif de la part du public,. En 1979, 66 % de la population nationale ne l'aime pas. D'un diamètre supérieur de moins de deux millimètres à celui du quarter et frappée dans la même composition cuivre-nickel, le dollar Susan B. Anthony est largement confondu avec cette dénomination dans les transactions. La directrice de la Monnaie, Stella Hackel, note la différence de poids et de conception entre les deux pièces et exprime sa conviction que le dollar finirait par trouver la faveur du public, suggérant que la pièce deviendrait « habituelle pour le peuple américain avec le temps ». Dans les mois qui suivent sa mise en circulation, les plaintes se multiplient et les transports publics ainsi que de nombreux établissements dans tout le pays commencent à refuser de les accepter en paiement. Le 13 juillet 1979, Jerry Lewis, représentant de la Californie, présente un projet de loi à la Chambre des représentants dans le but d'augmenter la taille de la pièce pour faciliter son identification. En discutant de ce projet de loi, qui n'est jamais adopté, Lewis fait remarquer que le dollar Anthony a fini par être surnommé par dérision le « Carter quarter », en raison de sa taille et de son association avec le président.
Au total, 757 813 744 pièces de 1 dollar datées de 1979 sont frappées pour la circulation aux hôtels des monnaies de Philadelphie, Denver et San Francisco. La demande reste faible tout au long de l'année 1980, et les frappes de circulation pour cette année-là totalisent 89 660 708 pièces. En raison de son impopularité persistante, la production de dollars Anthony pour la circulation est suspendue, et 9 742 000 dollars 1981 sont frappés dans les trois Hôtels des Monnaies exclusivement pour la vente aux collectionneurs ; cette frappe marque la fin de la production. Le Trésor est alors confronté à un dilemme : la Monnaie a frappé un grand nombre de dollars en prévision d'une forte demande du public, ce qui entraîne un excédent de 520 000 000 pièces en 1981. La fonte des pièces n'est pas pratique ; le coût de fabrication est d'environ 2 cents, et les 98 cents gagnés par le seigneuriage sont appliqués à la dette nationale,. Même si les pièces sont fondues, leur seigneuriage serait ajouté à la dette. En conséquence, les pièces sont placées dans un entrepôt gouvernemental, pour être distribuées selon les besoins.
La conception de la pièce a des répercussions au nord de la frontière ; lorsque le Canada introduit sa nouvelle pièce d'un dollar en 1987, ses dimensions sont rendues similaires afin que les spécifications des distributeurs automatiques puissent être communes aux deux nations.
Lorsque le métro de Baltimore est inauguré en 1984, il utilise la pièce de un dollar Susan B. Anthony comme jeton pour l'achat de tickets. Il devient le plus grand utilisateur de ces pièces de toute leur histoire.

## Édition 1999

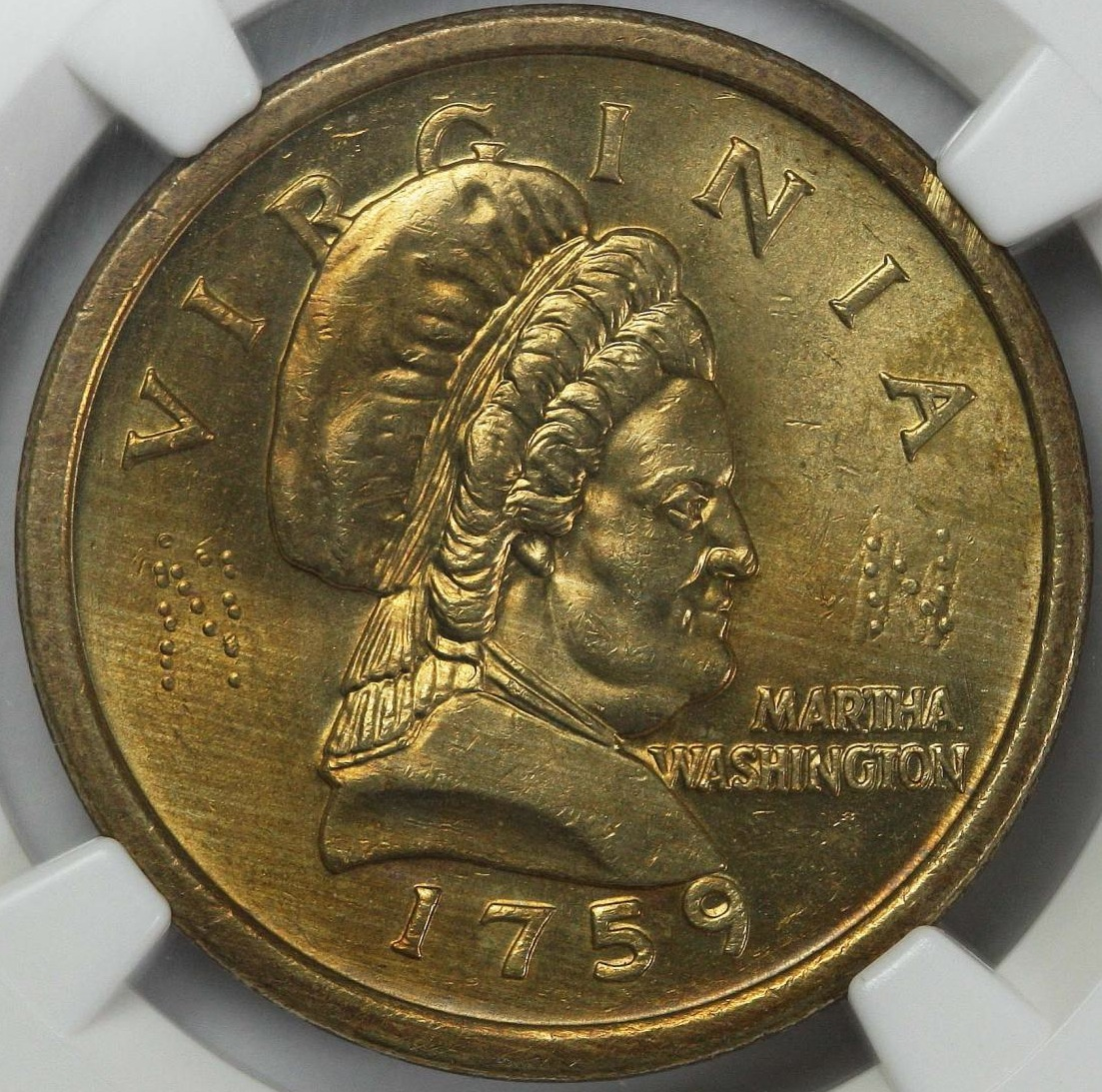
Après l'adoption de la loi sur les pièces de 1 dollar de 1997, la Monnaie frappe des pièces modèles, représentant Martha Washington et datées de 1759, afin de tester une pièce plus distinctive, de couleur or.

Malgré leur impopularité dans les transactions, les dollars Anthony commencent à être largement utilisés dans plus de 9 000 distributeurs de timbres situés dans les bâtiments des services postaux des États-Unis à travers le pays à partir du début des années 1990. En outre, les pièces commencent finalement à être utilisées régulièrement dans de nombreux systèmes de transport en commun et distributeurs automatiques. Diverses propositions sont discutées au Congrès depuis que les derniers dollars sont produits en 1981, mais aucune mesure n'est prise pour émettre une nouvelle pièce jusqu'à ce que les réserves de dollars Anthony du Trésor soient épuisées au milieu des années 1990. En février 1996, les coffres contiennent environ 229 500 000 pièces, mais ce nombre est réduit à environ 133 000 000 à la fin de 1997. Confronté à la nécessité de frapper davantage de dollars Susan B. Anthony pour répondre à la demande, le Trésor soutient la législation autorisant une nouvelle pièce d'un dollar qui ne serait pas confondue avec le quart de dollar. La législation autorisant la création d'une pièce d'un dollar de couleur dorée et au bord uni est présentée à la Chambre des représentants et au Sénat en 1997, où elle est finalement approuvée avec une disposition prévoyant que la pièce doit représenter la guide amérindienne Sacagawea. Le 1er décembre 1997, le président Bill Clinton signe la loi sur les pièces des 50 États. Cette loi, qui autorise la création du programme, comprend une section intitulée United States $1 Coin Act of 1997. Cette section autorise officiellement ce qui est devenu le dollar Sacagawea.
Après l'adoption de la loi, une série de frappes d'essai représentant Martha Washington est réalisée pour tester divers alliages de couleur or. Bien que la loi prévoit la création de la nouvelle pièce, elle autorise également la reprise de la frappe du dessin Anthony comme mesure provisoire jusqu'à ce que la production du dollar doré commence. Les stocks du Trésor étant presque épuisés, la Monnaie américaine annonce, le 20 mai 1999, la reprise de la production du dollar Susan B. Anthony,. Au total, 41 368 000 pièces datés de 1999 sont frappées pour la circulation aux hôtels des monnaies de Philadelphie et de Denver. Les frappes d'épreuves sont effectuées à la Monnaie de Philadelphie ; aucun dollar 1999 n'est frappé à la Monnaie de San Francisco. Le modèle Anthony est officiellement retiré en 2000, lorsque le nouveau dollar Sacagawea entre en production.

## Collection
Comme peu de dollars Susan B. Anthony ont circulé, beaucoup restent disponibles en état brillant universel et ne valent guère plus que leur valeur nominale. Cependant, certaines variétés de dates et de différents ont une valeur relative. Les pièces de 1981, qui n'ont été émises que pour les collectionneurs, ont une valeur supérieure à celle des autres frappes de circulation de la série. En outre, une variété bien connue des frappes de circulation de 1979, sur laquelle la date apparaît plus près du bord, se vend plus cher que l'émission normale,.
Toutes les dates du dollar existent également en finition belle Épreuve. Les pièces de 1999 sont vendues en tant que pièces d'essai indépendantes, plutôt que dans le cadre d'un ensemble d'épreuves plus important, comme c'est le cas pour les émissions de 1979, 1980 et 1981. L'épreuve de 1999 est frappée exclusivement à l'hôtel des monnaies de Philadelphie et porte la marque de frappe « P », tandis que tous les autres dollars Anthony sont frappés à San Francisco et portent le « S » de cet hôtel des monnaies. Certaines épreuves de 1979 et 1981 portent une marque de frappe qui est appliquée sur les matrices de frappe avec un poinçon différent, ce qui leur donne un aspect plus lisible. Elles sont considérées comme rares et leur valeur est considérablement plus élevée que celle des épreuves normales de la série.